# En stor stark
En stor stark är en pop-låt och singel skriven och framförd av den svenske artisten Kjell Höglund. Sången utgavs 1989 på albumet Ormens år, och släpptes också som singel i samma period.
Det är en av Höglunds mer kända sånger och ledde till ett mindre genombrott för honom som artist hos allmänheten. Sången låg etta på Sommartoppen i en vecka 29 juli – 4 augusti 1989, som den enda låt i Höglunds karriär som toppat några musiklistor.
Höglund ska själv ha kallat "En stor stark" för sin "sämsta låt."